# Ellesse
Ellesse International est une entreprise italienne destinée à la mode du prêt-à-porter masculin et féminin. Elle est associée au tennis et au ski, deux sports appréciés de son fondateur et représentés dans le logo.

## Histoire
Ellesse est fondée en 1958 par Leonardo Servadio à Pérouse capitale de la région Ombrie.
L'origine du nom vient des initiales de son fondateur, Leonardo Servadio : L.S. qui a la même prononciation qu'Ellesse.
Le logo représente une balle de tennis en son centre et deux spatules de skis à ses extrémités, sports appréciés par Leonardo Servadio.
La marque gagne en popularité pendant les années 1970 en tant qu’équipementier de ski. En 1979, le Jet Pant, un pantalon de ski aux genoux rembourrés et au bas des jambes élargi, est présenté lors d’un événement consacré au design de mode italien au centre Pompidou de Paris.
Durant les années 1970 et 1980, Ellesse devient réputée pour combiner vêtements de sport et mode urbaine, le sportswear. C’est l'une des premières marques de sport à afficher son logo en relief sur ses vêtements[réf. souhaitée]. Au milieu des années 1980, le créateur de mode français Jean-Charles de Castelbajac collabore avec Ellesse ; il s’agit d’une des premières collaborations entre un équipementier sportif et un styliste. Pendant les années 1980, les casuals du Royaume-Uni adoptent Ellesse comme l’un des équipementiers sportifs haut de gamme de la « culture du lad » britannique.

## Parrainages de célébrités

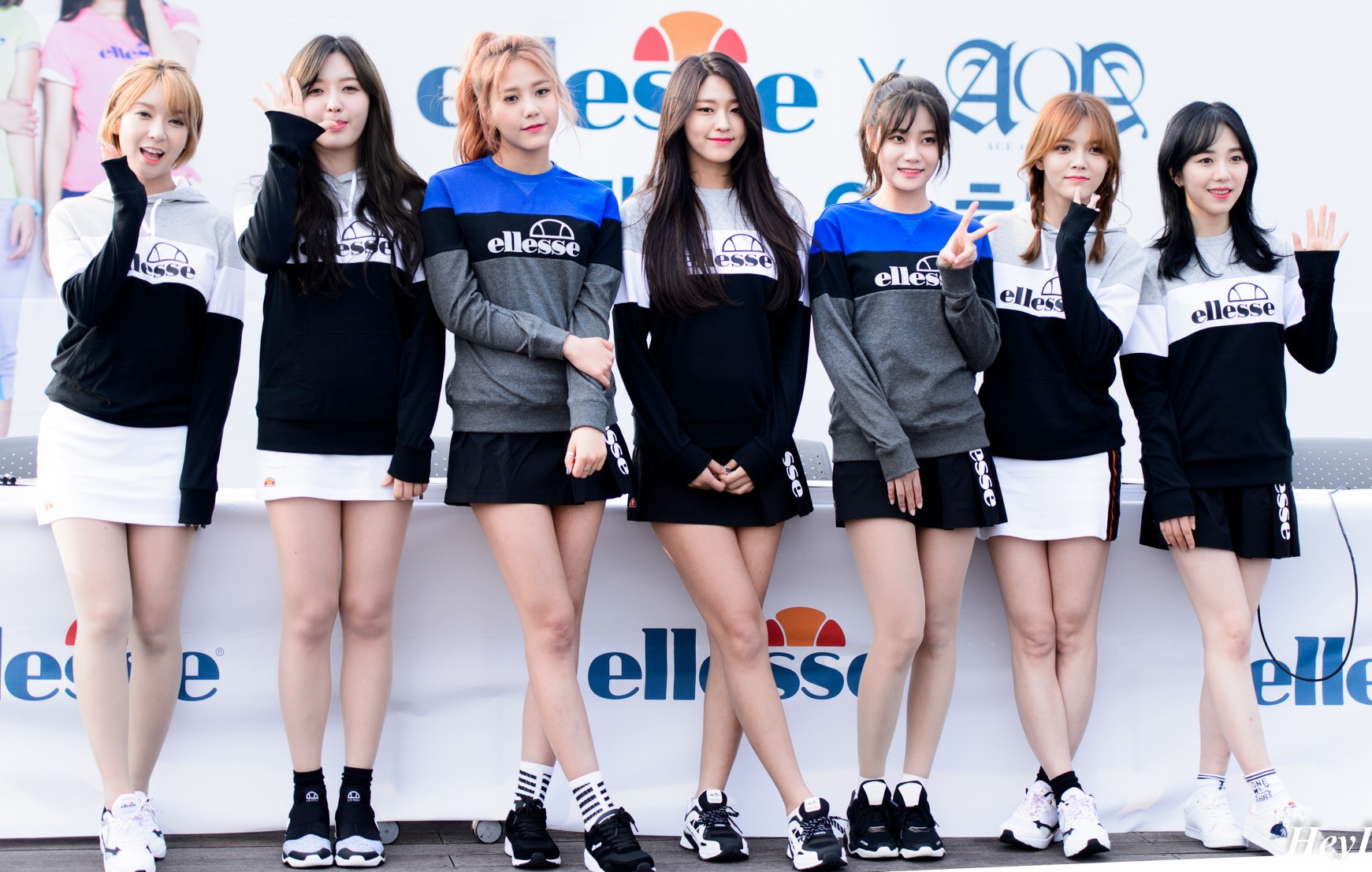
AOA lors de la séance d'autographes de la marque de sport Ellesse.

De nombreuses personnalités sportives ont promu la marque Ellesse, notamment les joueurs de tennis Tommy Haas, Chris Evert, Guillermo Vilas, Boris Becker, Mats Wilander, Arantxa Sánchez et Anna Kournikova, les skieurs Marc Girardelli et Jean-Luc Crétier, ainsi que le pilote de Formule 1 Alain Prost.
D’autres célébrités telles que les boxeurs Mohamed Ali et Liam Smith, le skateur Natas Kaupas et le basketteur Maurice Cheeks sont également associées à la marque, tout comme les acteurs Brigitte Nielsen et Roger Moore.
Ellesse s’aventure aussi dans le football et fabrique la tenue du New York Cosmos dans les années 1980.

## Rachat par Pentland Group
La marque est détenue à 90% depuis 1994 par le groupe britannique Pentland Group, qui détient aussi la marque australienne Speedo. Les 10% restants appartiennent au fondateur.
Pentland autorise ses partenaires dans différents pays à travers le monde à fabriquer et distribuer des produits Ellesse sur leur territoire.
Pour son 50e anniversaire, Ellesse organise une célébration à Rome en juillet 2009.

## Galerie

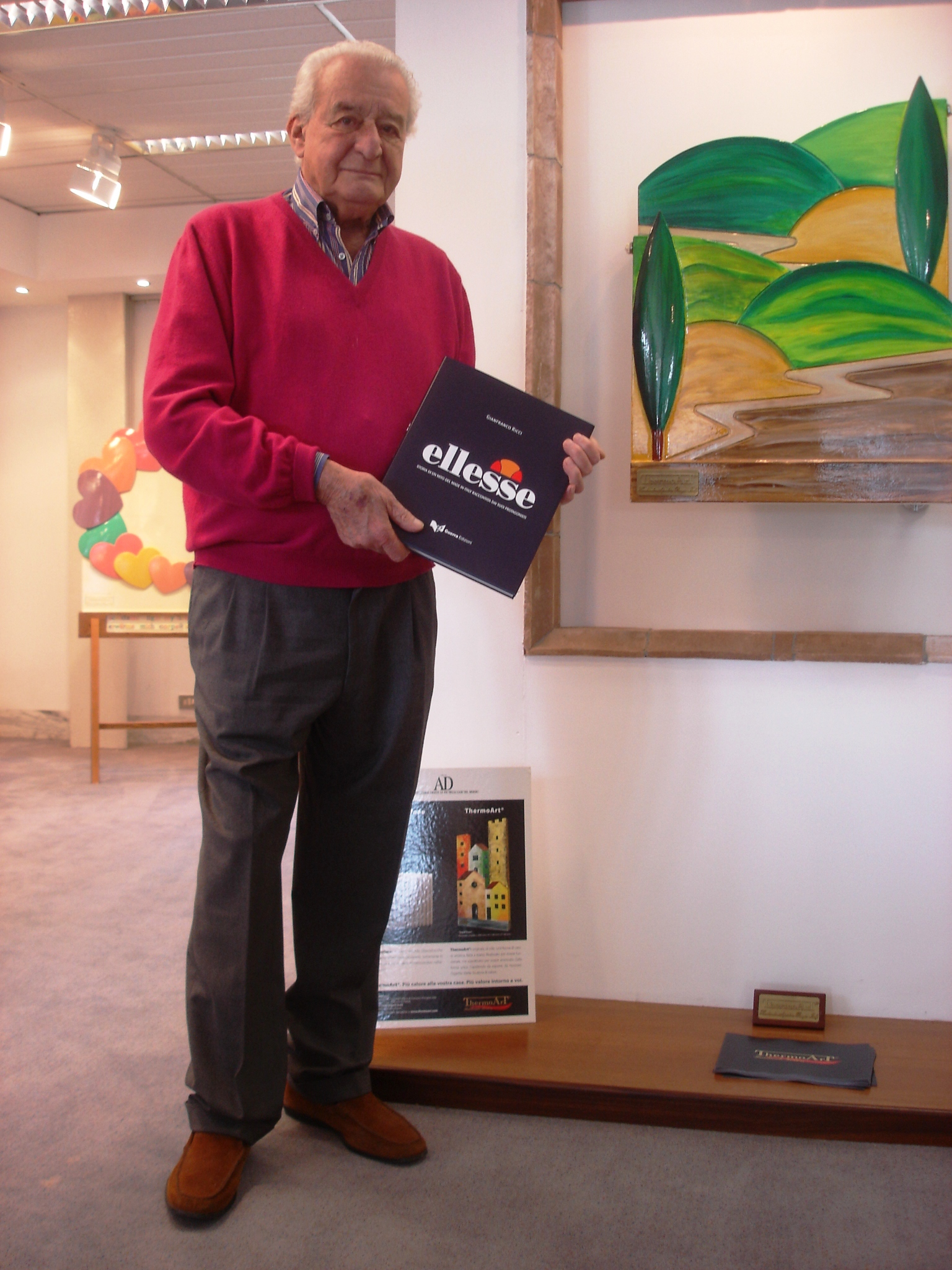
Leonardo Servadio fondateur de la marque.
Chris Evert est une ancienne joueuse de tennis professionnelle n°1 mondiale originaire de Floride dans les années 1970, portant du Ellesse.
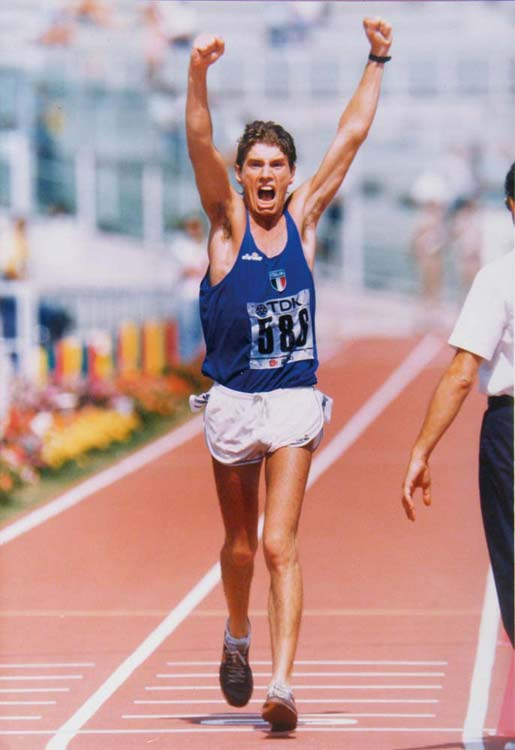
Raffaello Ducceschi en 1987 portant Ellesse.
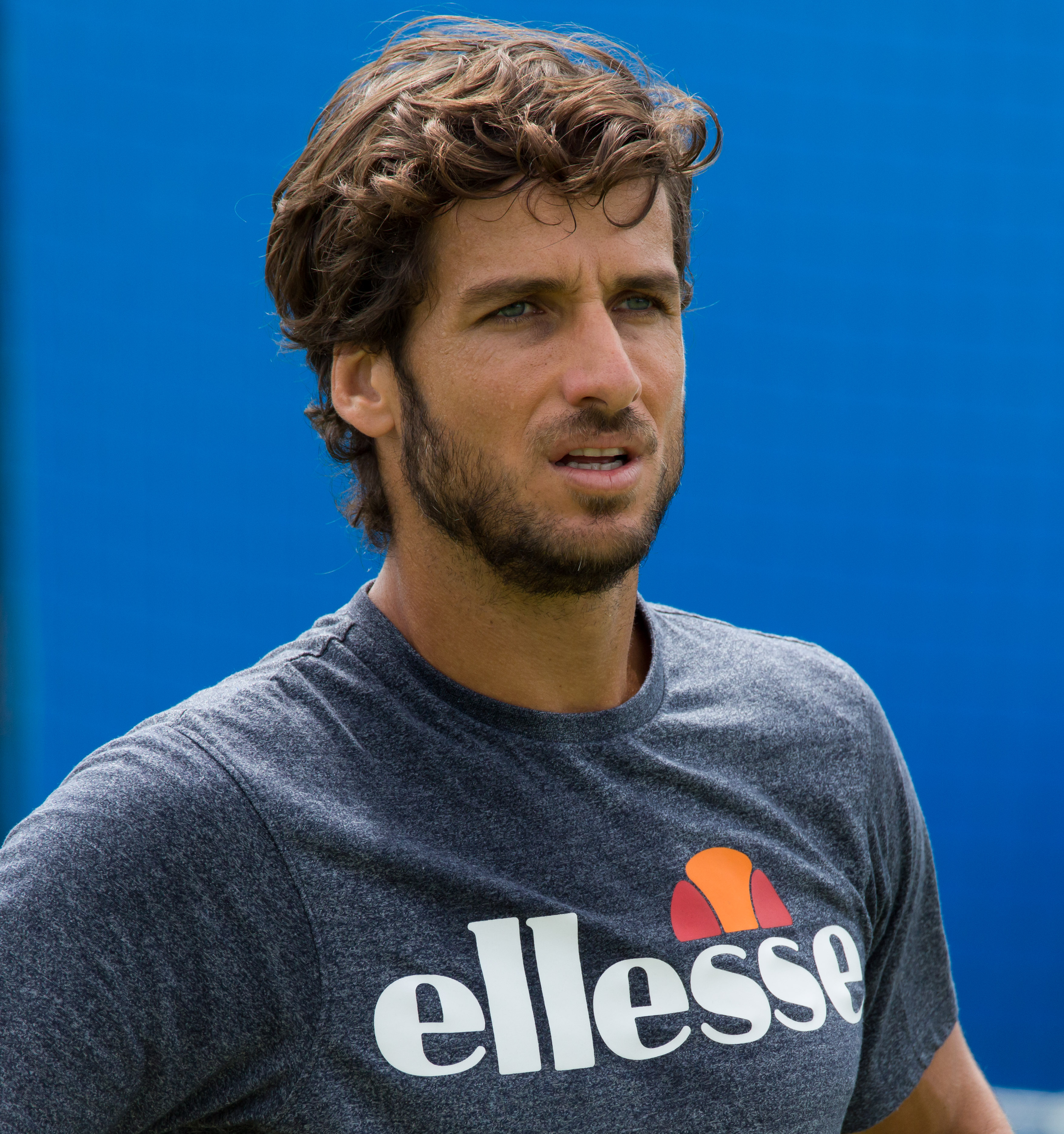
Feliciano López porte une Ellesse lors de l'entraînement aux championnats Aegon du Queen's Club à Londres.